# غوردون نيزبت
غوردون نيزبت (بالإنجليزية: Gordon Nisbet)‏ هو لاعب كرة قدم ومدرب كرة قدم بريطاني، ولد في 1951 في Wallsend ‏ في المملكة المتحدة. شارك مع منتخب إنجلترا تحت 21 سنة لكرة القدم. أما مع النوادي، فقد لعب مع نادي إكزتر سيتي ونادي بليموث أرجايل وهال سيتي ووست بروميتش ألبيون.